# À cause d'un garçon
À cause d'un garçon (tiếng Anh: You'll Get Over It) là một bộ phim về tuổi tác có chủ đề đồng tính được phát hành vào năm 2002. Bản dịch theo nghĩa đen của tựa đề tiếng Pháp là Vì một cậu bé.

## Nội dung
Vincent (Baumgartner) là một cậu bé nhút nhát, ở trong đội bơi và cũng là một học sinh tốt với bạn gái Noémie (Maraval) và một người bạn thân nhất, Stéphane (Comar), cuộc sống ở trường không thể tốt hơn với anh ta. Nhưng sau đó, anh đột nhiên bắt đầu có cuộc gặp gỡ với chàng trai mới, Bejamin (Elkaïm). Họ có một cuộc họp riêng và sau đó một số chàng trai viết lên tường "Molina là một kẻ hợm hĩnh". Vincent bắt đầu bị bắt nạt ở trường trung học, thay đổi cuộc sống và các mối quan hệ của anh ấy với gia đình và bạn bè theo cách mà anh ấy sẽ phải chấp nhận.

## Diễn viên
- Julien Baumgartner vai Vincent Molina
- Julia Maraval vai Noémie
- Jérémie Elkaïm vai Benjamin
- François Comar vai Stéphane
- Patrick Bonnel vai Bernard, the Father
- Christiane Millet vai Sylvie
- Antoine Michel vai Régis, the Brother
- Nils Ohlund vai Bruno
- Bernard Blancan vai Swimming Coach
- Eric Bonicatto vai French Professor